# Escuts de les províncies dels Països Baixos
Aquesta galeria dels escuts de les províncies dels Països Baixos mostra els dotze escuts de cadascuna de les 12 províncies dels Països Baixos.

Escut de Drenthe
Escut de Frísia
Escut de Gelderland
Escut de Groningen
Escut de Limburg
Escut del Brabant del Nord
Escut de Holanda del Nord
Escut de Overijssel
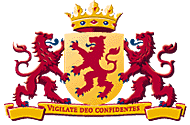
Escut de Holanda del Sud
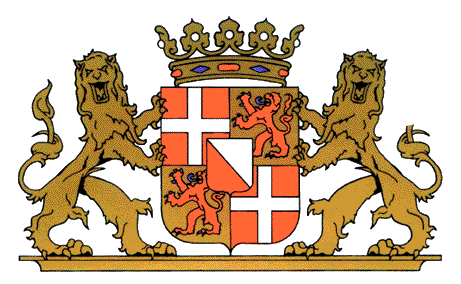
Escut d'Utrecht
Escut de Zelanda